# Liga Europa da UEFA de 2016–17 – Fase de Grupos
A Fase de Grupos da Liga Europa da UEFA de 2016–17 é disputada entre 15 de setembro até 8 de dezembro de 2016. Um total de 48 equipes vão competir
nesta fase. Os vencedores e segundos colocados de cada grupo avançaram a fase seguinte.

## Sorteio
O sorteio para a fase de grupos foi realizado em Mônaco no dia 26 de agosto de 2016.
A fase de grupos conta com 48 times distribuídos em 12 grupos de 4 times cada. Os times se enfrentam em partidas de ida e volta dentro dos seus grupos e os dois primeiros se classificam para a fase dezesseis-avos de final, onde eles se juntarão os oito terceiros classificados da fase de grupos da Liga dos Campeões da UEFA de 2016–17. As 48 equipes foram divididas em quatro potes com base no Ranking da UEFA, com a restrição que as equipes do mesmo país não podem ser tiradas uns contra os outros.
Em cada grupo, as equipes jogam entre si em duelos em casa e fora. As partidas estão marcadas para: 15 de setembro, 29 de setembro, 20 de outubro, 3 de novembro, 24 de novembro, e 8 de dezembro de 2016.
| Pote 1            | Coef.  |
| ----------------- | ------ |
| Schalke 04        | 96.035 |
| Zenit             | 93.216 |
| Manchester United | 82.256 |
| Shakhtar Donetsk  | 81.976 |
| Athletic Bilbao   | 75.142 |
| Olympiacos        | 70.940 |
| Villarreal        | 60.142 |
| Ajax              | 58.112 |
| Internazionale    | 58.087 |
| Fiorentina        | 57.087 |
| Anderlecht        | 54.000 |
| Viktoria Plzeň    | 44.585 |

| Pote 2            | Coef.  |
| ----------------- | ------ |
| AZ Alkmaar        | 43.612 |
| Sporting de Braga | 43.116 |
| Red Bull Salzburg | 42.520 |
| Roma              | 41.587 |
| Fenerbahçe        | 40.920 |
| Sparta Praga      | 40.585 |
| PAOK              | 37.440 |
| Steaua Bucareste  | 36.576 |
| Genk              | 36.000 |
| APOEL             | 35.935 |
| Standard de Liège | 27.500 |
| Saint-Étienne     | 26.049 |

| Pote 3           | Coef.  |
| ---------------- | ------ |
| Gent             | 25.000 |
| Young Boys       | 24.755 |
| Krasnodar        | 24.216 |
| Rapid Viena      | 23.520 |
| Slovan Liberec   | 22.085 |
| Celta de Vigo    | 21.142 |
| Maccabi Tel Aviv | 20.225 |
| Feyenoord        | 19.112 |
| Austria Viena    | 19.020 |
| Mainz 05         | 18.035 |
| Zurique          | 17.755 |
| Southampton      | 16.756 |

| Pote 4             | Coef.  |
| ------------------ | ------ |
| Panathinaikos      | 14.940 |
| Sassuolo           | 14.087 |
| Qarabağ            | 13.475 |
| Astana             | 12.575 |
| Nice               | 12.049 |
| Zorya Luhansk      | 11.976 |
| Astra Giurgiu      | 11.076 |
| Konyaspor          | 6.920  |
| Osmanlıspor        | 6.920  |
| Qabala             | 5.225  |
| Hapoel Be'er Sheva | 4.725  |
| Dundalk            | 2.590  |

## Critérios de desempate
Se duas ou mais equipes terminarem iguais em pontos no final dos jogos do grupo, os seguintes critérios serão aplicados para determinar o ranking (em ordem
decrescente):
1. maior número de pontos obtidos nos jogos entre as equipes em questão;
2. saldo de gols superior dos jogos disputados entre as equipes em questão;
3. maior número de gols marcados nos jogos disputados entre as equipes em questão;
4. maior número de gols marcados fora de casa nos jogos disputados entre as equipes em questão;
5. se, após a aplicação dos critérios de 1) a 4) para várias equipes, duas equipes ainda têm um ranking igual, os critérios de 1) a 4) serão reaplicados para

determinar o ranking destas equipes;
1. saldo de gols de todos os jogos disputados no grupo;
2. maior número de gols marcados em todos os jogos disputados no grupo;
3. maior número de pontos acumulados pelo clube em questão, bem como a sua associação, ao longo das últimas cinco temporadas.

## Grupos
Os vencedores e os segundos classificados do grupo avançam para a fase dezesseis-avos de final. Todas as partidas seguem o fuso horário da Europa Central (UTC+1).
| Legenda                                 |
| Equipes classificadas para a fase final |
| Equipes eliminadas                      |

### Grupo A
| Pos. | Equipe            | Pts | J | V | E | D | GP | GC | SG |
| ---- | ----------------- | --- | - | - | - | - | -- | -- | -- |
| 1    | Fenerbahçe        | 13  | 6 | 4 | 1 | 1 | 8  | 6  | +2 |
| 2    | Manchester United | 12  | 6 | 4 | 0 | 2 | 12 | 4  | +8 |
| 3    | Feyenoord         | 7   | 6 | 2 | 1 | 3 | 3  | 7  | −4 |
| 4    | Zorya Luhansk     | 2   | 6 | 0 | 2 | 4 | 2  | 8  | −6 |

|                   | FEN | FEY | MUN | ZOR |
| ----------------- | --- | --- | --- | --- |
| Fenerbahçe        |     | 1–0 | 2–1 | 2–0 |
| Feyenoord         | 0–1 |     | 1–0 | 1–0 |
| Manchester United | 4–1 | 4–0 |     | 1–0 |
| Zorya Luhansk     | 1–1 | 1–1 | 0–2 |     |

| 15 de setembro de 2016 | Feyenoord    | 1 – 0     | Manchester United | De Kuip, Roterdã                               |
| 19:00                  | Trindade 79' | Relatório |                   | Público: 31 000 Árbitro: ESP Jesús Gil Manzano |

| Feyenoord | Manchester U. |

| 15 de setembro de 2016 | Zorya Luhansk   | 1 – 1     | Fenerbahçe | Chornomorets, Odessa                       |
| 19:00                  | Hrechyshkin 52' | Relatório | Kjær 90+5' | Público: 16 000 Árbitro: ROU István Kovács |

| Zorya L. | Fenerbahçe |

| 29 de setembro de 2016 | Fenerbahçe  | 1 – 0     | Feyenoord | Şükrü Saracoğlu, Istambul                   |
| 21:05                  | Emenike 18' | Relatório |           | Público: 16 500 Árbitro: SWE Jonas Eriksson |

| Fenerbahçe | Feyenoord |

| 29 de setembro de 2016 | Manchester United | 1 – 0     | Zorya Luhansk | Old Trafford, Manchester                    |
| 21:05                  | Ibrahimović 69'   | Relatório |               | Público: 58 179 Árbitro: ISR Orel Grinfeeld |

| Manchester U. | Zorya L. |

| 20 de outubro de 2016 | Manchester United                                        | 4 – 1     | Fenerbahçe     | Old Trafford, Manchester                    |
| 21:05                 | Pogba 31' (pen), 45+1' · Martial 34' (pen) · Lingard 48' | Relatório | Van Persie 83' | Público: 73 063 Árbitro: FRA Benoît Bastien |

| Manchester U. | Fenerbahçe |

| 20 de outubro de 2016 | Feyenoord     | 1 – 0     | Zorya Luhansk | De Kuip, Roterdã                              |
| 21:05                 | Jørgensen 55' | Relatório |               | Público: 35 000 Árbitro: LVA Andris Treimanis |

| Feyenoord | Zorya L. |

| 3 de novembro de 2016 | Fenerbahçe        | 2 – 1     | Manchester United | Şükrü Saracoğlu, Istambul                  |
| 19:00                 | Sow 2' · Lens 59' | Relatório | Rooney 89'        | Público: 35 378 Árbitro: SRB Milorad Mažić |

| Fenerbahçe | Manchester U. |

| 3 de novembro de 2016 | Zorya Luhansk      | 1 – 1     | Feyenoord        | Chornomorets, Odessa                      |
| 19:00                 | Rafael Forster 44' | Relatório | N. Jørgensen 15' | Público: 16 855 Árbitro: DEN Jakob Kehlet |

| Zorya L. | Feyenoord |

| 24 de novembro de 2016 | Fenerbahçe           | 2 – 0     | Zorya Luhansk | Şükrü Saracoğlu, Istambul                   |
| 17:00                  | Stoch 59' · Kjær 67' | Relatório |               | Público: 16 145 Árbitro: AUT Harald Lechner |

| Fenerbahçe | Zorya L. |

| 24 de novembro de 2016 | Manchester United                                      | 4 – 0     | Feyenoord | Old Trafford, Manchester                  |
| 21:05                  | Rooney 35' · Juan Mata 69' · Jones 75' · Lingard 90+2' | Relatório |           | Público: 64 628 Árbitro: GER Manuel Gräfe |

| Manchester U. | Feyenoord |

| 8 de dezembro de 2016 | Feyenoord | 0 – 1     | Fenerbahçe | De Kuip, Roterdã                                      |
| 19:00                 |           | Relatório | Sow 22'    | Público: 32 000 Árbitro: ESP David Fernández Borbalán |

| Feyenoord | Fenerbahçe |

| 8 de dezembro de 2016 | Zorya Luhansk | 0 – 2     | Manchester United                | Chornomorets, Odessa      |
| 19:00                 |               | Relatório | Mkhitaryan 48' · Ibrahimović 88' | Árbitro: HUN Tamás Bognar |

| Zorya L. | Manchester U. |

### Grupo B
| Pos. | Equipe     | Pts | J | V | E | D | GP | GC | SG |
| ---- | ---------- | --- | - | - | - | - | -- | -- | -- |
| 1    | APOEL      | 12  | 6 | 4 | 0 | 2 | 8  | 6  | +2 |
| 2    | Olympiacos | 8   | 6 | 2 | 2 | 2 | 7  | 6  | +1 |
| 3    | Young Boys | 8   | 6 | 2 | 2 | 2 | 7  | 4  | +3 |
| 4    | Astana     | 5   | 6 | 1 | 2 | 3 | 5  | 11 | −6 |

|            | APO | OLY | AST | YOU |
| ---------- | --- | --- | --- | --- |
| APOEL      |     | 2–0 | 2–1 | 1–0 |
| Olympiacos | 0–1 |     | 4–1 | 1–1 |
| Astana     | 2–1 | 1–1 |     | 0–0 |
| Young Boys | 3–1 | 0–1 | 3–0 |     |

| 15 de setembro de 2016 | APOEL                         | 2 – 1     | Astana           | Estádio GSP, Nicósia                            |
| 19:00                  | Vinícius 75' · De Camargo 87' | Relatório | Maksimović 45+1' | Público: 12 008 Árbitro: MKD Aleksandar Stavrev |

| APOEL | Astana |

| 15 de setembro de 2016 | Young Boys | 0 – 1     | Olympiacos    | Stade de Suisse, Berna                         |
| 19:00                  |            | Relatório | Cambiasso 42' | Público: 11 132 Árbitro: ESP Jesús Gil Manzano |

| Young Boys | Olympiakos |

| 29 de setembro de 2016 | Astana | 0 – 0     | Young Boys | Astana Arena, Astana                   |
| 17:00                  |        | Relatório |            | Público: 21 328 Árbitro: WAL Lee Evans |

| Astana | Young Boys |

| 29 de setembro de 2016 | Olympiacos | 0 – 1     | APOEL        | Estádio Karaiskákis, Pireu             |
| 21:05                  |            | Relatório | Sotiriou 10' | Público: 24 378 Árbitro: POL Pawel Gil |

| Olympiakos | APOEL |

| 20 de outubro de 2016 | Olympiacos                                      | 4 – 1     | Astana        | Estádio Karaiskákis, Pireu                  |
| 21:05                 | Figueiras 25' · Elyounoussi 33' · Sebá 34', 65' | Relatório | Kabananga 54' | Público: 21 480 Árbitro: GER Tobias Stieler |

| Olympiakos | Astana |

| 20 de outubro de 2016 | Young Boys                 | 3 – 1     | APOEL     | Stade de Suisse, Berna                  |
| 21:05                 | Hoarau 18', 52', 82' (pen) | Relatório | Efrem 14' | Público: 9 553 Árbitro: GER Tobias Welz |

| Young Boys | APOEL |

| 3 de novembro de 2016 | Astana        | 1 – 1     | Olympiacos | Astana Arena, Astana                       |
| 17:00                 | Despotović 8' | Relatório | Sebá 30'   | Público: 12 158 Árbitro: ISR Orel Grinfeld |

| Astana | Olympiakos |

| 3 de novembro de 2016 | APOEL        | 1 – 0     | Young Boys | Estádio GSP, Nicósia                              |
| 19:00                 | Sotiriou 69' | Relatório |            | Público: 12 761 Árbitro: BEL Sébastien Delferiere |

| APOEL | Young Boys |

| 24 de novembro de 2016 | Astana                      | 2 – 1     | APOEL     | Astana Arena, Astana                   |
| 17:00                  | Aničić 59' · Despotović 84' | Relatório | Efrem 31' | Público: 9 143 Árbitro: NED Kevin Blom |

| Astana | APOEL |

| 24 de novembro de 2016 | Olympiacos    | 1 – 1     | Young Boys | Estádio Karaiskákis, Pireu                    |
| 21:05                  | Fortounis 48' | Relatório | Hoarau 58' | Público: 24 131 Árbitro: CZE Miroslav Zelinka |

| Olympiakos | Young Boys |

| 8 de dezembro de 2016 | Young Boys                         | 3 – 0     | Astana | Stade de Suisse, Berna      |
| 19:00                 | Frey 63' · Hoarau 66' · Schick 71' | Relatório |        | Árbitro: MLT Clayton Pisani |

| Young Boys | Astana |

| 8 de dezembro de 2016 | APOEL                                | 2 – 0     | Olympiacos | Estádio GSP, Nicósia          |
| 19:00                 | Manuel Da Costa 19' · De Camargo 83' | Relatório |            | Árbitro: ESP Carlos del Cerro |

| APOEL | Olympiakos |

### Grupo C
| Pos. | Equipe        | Pts | J | V | E | D | GP | GC | SG |
| ---- | ------------- | --- | - | - | - | - | -- | -- | -- |
| 1    | Saint-Étienne | 12  | 6 | 3 | 3 | 0 | 8  | 5  | +3 |
| 2    | Anderlecht    | 11  | 6 | 3 | 2 | 1 | 16 | 8  | +8 |
| 3    | Mainz 05      | 9   | 6 | 2 | 3 | 1 | 8  | 10 | –2 |
| 4    | Qabala        | 0   | 6 | 0 | 0 | 6 | 5  | 14 | –9 |

|               | AND | MAI | SET | QAB |
| ------------- | --- | --- | --- | --- |
| Anderlecht    |     | 6–1 | 2–3 | 3–1 |
| Mainz 05      | 1–1 |     | 1–1 | 2–0 |
| Saint-Étienne | 1–1 | 0–0 |     | 1–0 |
| Qabala        | 1–3 | 2–3 | 1–2 |     |

| 15 de setembro de 2016 | Mainz 05    | 1 – 1     | Saint-Étienne | Coface Arena, Mainz                            |
| 19:00                  | Bungert 57' | Relatório | Berić 88'     | Público: 20 275 Árbitro: NOR Svein Oddvar Moen |

| Mainz 05 | Saint-Etienne |

| 15 de setembro de 2016 | Anderlecht                              | 3 – 1     | Qabala   | Estádio Constant Vanden Stock, Anderlecht   |
| 19:00                  | Teodorczyk 14' · Rafael 41' · Capel 77' | Relatório | Dabo 20' | Público: 11 638 Árbitro: AUT Harald Lechner |

| Anderlecht | Qabala |

| 29 de setembro de 2016 | Qabala                          | 2 – 3     | Mainz 05                              | Bakcell Arena, Baku                           |
| 17:00                  | Qurbanov 57' (pen) · Zenjov 62' | Relatório | Muto 41' · Córdoba 68' · Öztunalı 78' | Público: 6 500 Árbitro: LTU Gediminas Mažeika |

| Qabala | Mainz 05 |

| 29 de setembro de 2016 | Saint-Étienne | 1 – 1     | Anderlecht          | Stade Geoffroy-Guichard, Saint-Étienne            |
| 17:00                  | Roux 90+4'    | Relatório | Tielemans 62' (pen) | Público: 23 258 Árbitro: RUS Vladislav Bezborodov |

| Saint-Etienne | Anderlecht |

| 20 de outubro de 2016 | Saint-Étienne  | 1 – 0     | Qabala | Stade Geoffroy-Guichard, Saint-Étienne     |
| 21:05                 | Ricardinho 70' | Relatório |        | Público: 22 855 Árbitro: TUR Ali Palabıyık |

| Saint-Etienne | Qabala |

| 20 de outubro de 2016 | Mainz 05        | 1 – 1     | Anderlecht     | Coface Arena, Mainz                            |
| 21:05                 | Mallı 10' (pen) | Relatório | Teodorczyk 65' | Público: 21 317 Árbitro: ESP Jesús Gil Manzano |

| Mainz 05 | Anderlecht |

| 3 de novembro de 2016 | Qabala          | 1 – 2     | Saint-Étienne             | Bakcell Arena, Baku                          |
| 19:00                 | R. Gurbanov 39' | Relatório | Tannane 45+1' · Berić 53' | Público: 5 600 Árbitro: ESP Carlos Del Cerro |

| Qabala | Saint-Etienne |

| 3 de novembro de 2016 | Anderlecht                                                                  | 6 – 1     | Mainz 05      | Estádio Constant Vanden Stock, Anderlecht   |
| 19:00                 | Stanciu 9', 41' · Tielemans 62' · Teodorczyk 89', 90+4' (pen) · Bruno 90+2' | Relatório | De Blasis 15' | Público: 13 275 Árbitro: SWE Andreas Ekberg |

| Anderlecht | Mainz 05 |

| 24 de novembro de 2016 | Qabala               | 1 – 3     | Anderlecht                                   | Bakcell Arena, Baku                           |
| 17:00                  | Ricardinho 15' (pen) | Relatório | Tielemans 11' · Bruno 90' · Teodorczyk 90+4' | Público: 4 500 Árbitro: UKR Yevhen Aranovskiy |

| Qabala | Anderlecht |

| 24 de novembro de 2016 | Saint-Étienne | 0 – 0     | Mainz 05 | Stade Geoffroy-Guichard, Saint-Étienne   |
| 21:05                  |               | Relatório |          | Público: 21 750 Árbitro: NED Bas Nijhuis |

| Saint-Etienne | Mainz 05 |

| 8 de dezembro de 2016 | Mainz 05                 | 2 – 0     | Qabala | Coface Arena, Mainz    |
| 19:00                 | Hack 30' · De Blasis 40' | Relatório |        | Árbitro: WAL Lee Evans |

| Mainz 05 | Qabala |

| 8 de dezembro de 2016 | Anderlecht                | 2 – 3     | Saint-Étienne                          | Estádio Constant Vanden Stock, Anderlecht |
| 19:00                 | Chipciu 21' · Stanciu 31' | Relatório | Søderlund 62', 67' · Monnet-Paquet 74' | Árbitro: ROU István Kovács                |

| Anderlecht | Saint-Etienne |

### Grupo D
| Pos. | Equipe           | Pts | J | V | E | D | GP | GC | SG |
| ---- | ---------------- | --- | - | - | - | - | -- | -- | -- |
| 1    | Zenit            | 15  | 6 | 5 | 0 | 1 | 17 | 8  | +9 |
| 2    | AZ Alkmaar       | 8   | 6 | 2 | 2 | 2 | 6  | 10 | –4 |
| 3    | Maccabi Tel Aviv | 7   | 6 | 2 | 1 | 3 | 7  | 9  | –2 |
| 4    | Dundalk          | 4   | 6 | 1 | 1 | 4 | 5  | 8  | –3 |

|                  | ZEN | DUN | AZA | MAC |
| ---------------- | --- | --- | --- | --- |
| Zenit            |     | 2–1 | 5–0 | 2–0 |
| Dundalk          | 1–2 |     | 0–1 | 1–0 |
| AZ Alkmaar       | 3–2 | 1–1 |     | 1–2 |
| Maccabi Tel Aviv | 3–4 | 2–1 | 0–0 |     |

| 15 de setembro de 2016 | AZ Alkmaar  | 1 – 1     | Dundalk     | AFAS Stadion, Alkmaar                       |
| 19:00                  | Wuytens 60' | Relatório | Kilduff 89' | Público: 10 003 Árbitro: MLT Clayton Pisani |

| AZ Alkmaar | Dundalk |

| 15 de setembro de 2016 | Maccabi Tel Aviv                      | 3 – 4     | Zenit                                                      | Estádio de Netanya, Netanya                |
| 19:00                  | Medunjanin 26', 70' · Kjartansson 50' | Relatório | Kokorin 77' · Maurício 84' · Giuliano 86' · Đorđević 90+1' | Público: 10 855 Árbitro: SVK Ivan Kružliak |

| Maccabi | Zenit |

| 29 de setembro de 2016 | Zenit                                                              | 5 – 0     | AZ Alkmaar | Petrovsky Stadium, São Petersburgo                    |
| 21:05                  | Kokorin 26', 59' · Giuliano 48' · Criscito 66' (pen.) · Shatov 80' | Relatório |            | Público: 15 275 Árbitro: ESP Xavier Estrada Fernández |

| Zenit | AZ Alkmaar |

| 29 de setembro de 2016 | Dundalk     | 1 – 0     | Maccabi Tel Aviv | Tallaght Stadium, Dublin                     |
| 21:05                  | Kilduff 72' | Relatório |                  | Público: 5 543 Árbitro: LAT Andris Treimanis |

| Dundalk | Maccabi |

| 20 de outubro de 2016 | Dundalk    | 1 – 2     | Zenit                  | Tallaght Stadium, Dublin                     |
| 21:05                 | Benson 52' | Relatório | Mak 71' · Giuliano 77' | Público: 5 500 Árbitro: CZE Miroslav Zelinka |

| Dundalk | Zenit |

| 20 de outubro de 2016 | AZ Alkmaar | 1 – 2     | Maccabi Tel Aviv          | AFAS Stadion, Alkmaar                      |
| 21:05                 | Mühren 72' | Relatório | Scarione 24' · Golasa 82' | Público: 12 016 Árbitro: ROM István Kovács |

| AZ Alkmaar | Maccabi |

| 3 de novembro de 2016 | Zenit             | 2 – 1     | Dundalk    | Petrovsky Stadium, São Petersburgo      |
| 19:00                 | Giuliano 42', 78' | Relatório | Horgan 52' | Público: 17 723 Árbitro: ITA Luca Banti |

| Zenit | Dundalk |

| 3 de novembro de 2016 | Maccabi Tel Aviv | 0 – 0     | AZ Alkmaar | Estádio de Netanya, Netanya               |
| 19:00                 |                  | Relatório |            | Público: 11 356 Árbitro: ITA Davide Massa |

| Maccabi | AZ Alkmaar |

| 24 de novembro de 2016 | Zenit                           | 2 – 0     | Maccabi Tel Aviv | Petrovsky Stadium, São Petersburgo |
| 17:00                  | Kokorin 44' · A. Kerjakov 90+1' | Relatório |                  | Árbitro: MKD Aleksandar Stavrev    |

| Zenit | Maccabi |

| 24 de novembro de 2016 | Dundalk | 0 – 1     | AZ Alkmaar  | Tallaght Stadium, Dublin |
| 21:05                  |         | Relatório | Weghorst 9' | Árbitro: HUN István Vad  |

| Dundalk | AZ Alkmaar |

| 8 de dezembro de 2016 | AZ Alkmaar                            | 3 – 2     | Zenit                         | AFAS Stadion, Alkmaar          |
| 19:00                 | Rienstra 7' · Haps 43' · Tanković 68' | Relatório | Giuliano 58' · S. Wuytens 80' | Árbitro: NOR Svein Oddvar Moen |

| AZ Alkmaar | Zenit |

| 8 de dezembro de 2016 | Maccabi Tel Aviv                | 2 – 1     | Dundalk  | Estádio de Netanya, Netanya       |
| 19:00                 | Ben Haim 21' (pen.) · Micha 38' | Relatório | Dasa 27' | Árbitro: AUT Robert Schörgenhofer |

| Maccabi | Dundalk |

### Grupo E
| Pos. | Equipe         | Pts | J | V | E | D | GP | GC | SG |
| ---- | -------------- | --- | - | - | - | - | -- | -- | -- |
| 1    | Roma           | 12  | 6 | 3 | 3 | 0 | 16 | 7  | +9 |
| 2    | Astra Giurgiu  | 8   | 6 | 2 | 2 | 2 | 7  | 10 | –3 |
| 3    | Viktoria Plzeň | 6   | 6 | 1 | 3 | 2 | 7  | 10 | –3 |
| 4    | Austria Viena  | 5   | 6 | 1 | 2 | 3 | 11 | 14 | –3 |

|                | ROM | AUS | VIK | AST |
| -------------- | --- | --- | --- | --- |
| Roma           |     | 3–3 | 4–1 | 4–0 |
| Austria Viena  | 2–4 |     | 0–0 | 1–2 |
| Viktoria Plzeň | 1–1 | 3–2 |     | 1–2 |
| Astra Giurgiu  | 0–0 | 2–3 | 1–1 |     |

| 15 de setembro de 2016 | Viktoria Plzeň | 1 – 1     | Roma             | Doosan Arena, Pilsen                      |
| 19:00                  | Bakoš 11'      | Relatório | Perotti 4' (pen) | Público: 10 326 Árbitro: FRA Ruddy Buquet |

| Viktoria P. | Roma |

| 15 de setembro de 2016 | Astra Giurgiu             | 2 – 3     | Austria Viena                                            | Arena Națională, Bucarest                  |
| 19:00                  | Alibec 18' · Săpunaru 74' | Relatório | Holzhauser 16' (pen) · Friesenbichler 33' · Grünwald 58' | Público: 3 300 Árbitro: SWE Andreas Ekberg |

| Astra Giurgiu | Austria Wien |

| 29 de setembro de 2016 | Austria Viena | 0 – 0     | Viktoria Plzeň | Ernst-Happel-Stadion, Viena              |
| 21:05                  |               | Relatório |                | Público: 16 500 Árbitro: SCO John Beaton |

| Austria Wien | Viktoria P. |

| 29 de setembro de 2016 | Roma                                                   | 4 – 0     | Astra Giurgiu | Estádio Olímpico, Roma                      |
| 21:05                  | Strootman 15' · Fazio 45+2' · Fabrício 47' · Salah 55' | Relatório |               | Público: 13 509 Árbitro: AZE Aliyar Aghayev |

| Roma | Astra Giurgiu |

| 20 de outubro de 2016 | Roma                                | 3 – 3     | Austria Viena                            | Estádio Olímpico, Roma                            |
| 21:05                 | El Shaarawy 19', 34' · Florenzi 69' | Relatório | Holzhauser 16' · Prokop 82' · Kayode 84' | Público: 16 600 Árbitro: RUS Vladislav Bezborodov |

| Roma | Austria Wien |

| 20 de outubro de 2016 | Viktoria Plzeň | 1 – 2     | Astra Giurgiu           | Doosan Arena, Pilsen                      |
| 21:05                 | Hořava 86'     | Relatório | Alibec 41' · Hořava 64' | Público: 9 440 Árbitro: RUS Aleksei Eskov |

| Viktoria P. | Astra Giurgiu |

| 3 de novembro de 2016 | Austria Viena               | 2 – 4     | Roma                                          | Ernst-Happel-Stadion, Viena                 |
| 19:00                 | Kayode 2' · A. Grünwald 89' | Relatório | Džeko 5', 65' · De Rossi 18' · Nainggolan 78' | Público: 32 751 Árbitro: ESP Javier Estrada |

| Austria Wien | Roma |

| 3 de novembro de 2016 | Astra Giurgiu | 1 – 1     | Viktoria Plzeň | Arena Națională, Bucarest              |
| 19:00                 | Stan 19'      | Relatório | Krmenčík 25'   | Público: 1 450 Árbitro: ISR Alon Yefet |

| Astra Giurgiu | Viktoria P. |

| 24 de novembro de 2016 | Roma                             | 4 – 1     | Viktoria Plzeň | Estádio Olímpico, Roma      |
| 21:05                  | Džeko 11', 61', 88' · Matějů 82' | Relatório | Zeman 18'      | Árbitro: GER Tobias Stieler |

| Roma | Viktoria P. |

| 24 de novembro de 2016 | Austria Viena | 1 – 2     | Astra Giurgiu                     | Ernst-Happel-Stadion, Viena                   |
| 21:05                  | Rotpuller 57' | Relatório | C. Florea 79' · Budescu 88' (pen) | Público: 14 120 Árbitro: POL Paweł Raczkowski |

| Austria Wien | Astra Giurgiu |

| 8 de dezembro de 2016 | Viktoria Plzeň              | 3 – 2     | Austria Viena                        | Doosan Arena, Pilsen      |
| 19:00                 | Hořava 44' · Ďuriš 72', 84' | Relatório | Holzhauser 19' (pen) · Rotpuller 40' | Árbitro: UKR Serhiy Boyko |

| Viktoria P. | Austria Wien |

| 8 de dezembro de 2016 | Astra Giurgiu | 0 – 0     | Roma | Arena Națională, Bucarest  |
| 19:00                 |               | Relatório |      | Árbitro: TUR Hüseyin Göçek |

| Astra Giurgiu | Roma |

### Grupo F
| Pos. | Equipe          | Pts | J | V | E | D | GP | GC | SG |
| ---- | --------------- | --- | - | - | - | - | -- | -- | -- |
| 1    | Genk            | 12  | 6 | 4 | 0 | 2 | 13 | 9  | +4 |
| 2    | Athletic Bilbao | 10  | 6 | 3 | 1 | 2 | 10 | 11 | –1 |
| 3    | Rapid Viena     | 6   | 6 | 1 | 3 | 2 | 7  | 8  | –1 |
| 4    | Sassuolo        | 5   | 6 | 1 | 2 | 3 | 9  | 11 | –2 |

|                 | GEN | SAS | RAP | ATH |
| --------------- | --- | --- | --- | --- |
| Genk            |     | 3–1 | 1–0 | 2–0 |
| Sassuolo        | 0–2 |     | 2–2 | 3–0 |
| Rapid Viena     | 3–2 | 1–1 |     | 1–1 |
| Athletic Bilbao | 5–3 | 3–2 | 1–0 |     |

| 15 de setembro de 2016 | Rapid Viena                             | 3 – 2     | Genk                  | Allianz Stadion, Viena                  |
| 19:00                  | Schwab 51' · Joelinton 59' · Colley 60' | Relatório | Bailey 29', 90' (pen) | Público: 21 800 Árbitro: HOL Kevin Blom |

| Rapid Viena | Genk |

| 15 de setembro de 2016 | Sassuolo                               | 3 – 0     | Athletic Bilbao | MAPEI Stadium, Reggio Emilia                 |
| 19:00                  | Lirola 60' · Defrel 75' · Politano 82' | Relatório |                 | Público: 7 032 Árbitro: POL Paweł Raczkowski |

| Sassuolo | Ath. Bilbao |

| 29 de setembro de 2016 | Athletic Bilbao | 1 – 0     | Rapid Viena | San Mamés Stadium, Bilbao                 |
| 21:05                  | Beñat 59'       | Relatório |             | Público: 35 000 Árbitro: FRA Tony Chapron |

| Ath. Bilbao | Rapid Viena |

| 29 de setembro de 2016 | Genk                                 | 3 – 1     | Sassuolo     | Cristal Arena, Genk                     |
| 21:05                  | Karelis 8' · Bailey 25' · Buffel 61' | Relatório | Politano 65' | Público: 9 134 Árbitro: ISR Liran Liany |

| Genk | Sassuolo |

| 20 de outubro de 2016 | Genk                   | 2 – 0     | Athletic Bilbao | Cristal Arena, Genk                             |
| 21:05                 | Brabec 40' · Ndidi 83' | Relatório |                 | Público: 10 238 Árbitro: SWE Stefan Johannesson |

| Genk | Ath. Bilbao |

| 20 de outubro de 2016 | Rapid Viena | 1 – 1     | Sassuolo      | Allianz Stadion, Viena                   |
| 21:05                 | Schaub 7'   | Relatório | Schrammel 66' | Público: 22 200 Árbitro: POR Hugo Miguel |

| Rapid Viena | Sassuolo |

| 3 de novembro de 2016 | Athletic Bilbao                                         | 5 – 3     | Genk                               | San Mamés Stadium, Bilbao                    |
| 19:00                 | Aritz Aduriz 8', 24' (pen), 44' (pen), 74', 90+4' (pen) | Relatório | Bailey 28' · Ndidi 51' · Sušić 80' | Público: 33 417 Árbitro: ENG Martin Atkinson |

| Ath. Bilbao | Genk |

| 3 de novembro de 2016 | Sassuolo                      | 2 – 2     | Rapid Viena               | MAPEI Stadium, Reggio Emilia              |
| 19:00                 | Defrel 34' · Pellegrini 45+2' | Relatório | Jelić 86' · Kvilitaia 90' | Público: 10 000 Árbitro: ENG Craig Pawson |

| Sassuolo | Rapid Viena |

| 24 de novembro de 2016 | Genk        | 1 – 0     | Rapid Viena | Cristal Arena, Genk                        |
| 21:05                  | Karelis 11' | Relatório |             | Público: 10 000 Árbitro: SVK Ivan Kružliak |

| Genk | Rapid Viena |

| 24 de novembro de 2016 | Athletic Bilbao                                      | 3 – 2     | Sassuolo                   | San Mamés Stadium, Bilbao  |
| 21:05                  | Raúl García 10' · Aritz Aduriz 58' · Iñigo Lekue 79' | Relatório | Balenziaga 2' · Ragusa 83' | Árbitro: HUN Viktor Kassai |

| Ath. Bilbao | Sassuolo |

| 8 de dezembro de 2016 | Rapid Viena   | 1 – 1     | Athletic Bilbao   | Allianz Stadion, Viena        |
| 19:00                 | Joelinton 72' | Relatório | Enric Saborit 84' | Árbitro: NED Serdar Gözübüyük |

| Rapid Viena | Ath. Bilbao |

| 9 de dezembro de 2016 | Sassuolo | 0 – 2     | Genk                      | MAPEI Stadium, Reggio Emilia |
| 12:30                 |          | Relatório | Heynen 58' · Trossard 80' | Árbitro: ISR Orel Grinfeld   |

| Sassuolo | Genk |

### Grupo G
| Pos. | Equipe            | Pts | J | V | E | D | GP | GC | SG  |
| ---- | ----------------- | --- | - | - | - | - | -- | -- | --- |
| 1    | Ajax              | 14  | 6 | 4 | 2 | 0 | 11 | 6  | +5  |
| 2    | Celta de Vigo     | 9   | 6 | 2 | 3 | 1 | 10 | 7  | +3  |
| 3    | Standard de Liège | 7   | 6 | 1 | 4 | 1 | 8  | 6  | +2  |
| 4    | Panathinaikos     | 1   | 6 | 0 | 1 | 5 | 3  | 13 | –10 |

|                   | AJA | CEL | STA | PAN |
| ----------------- | --- | --- | --- | --- |
| Ajax              |     | 3–2 | 1–0 | 2–0 |
| Celta de Vigo     | 2–2 |     | 1–1 | 2–0 |
| Standard de Liège | 1–1 | 1–1 |     | 2–2 |
| Panathinaikos     | 1–2 | 0–2 | 0–3 |     |

| 15 de setembro de 2016 | Standard de Liège | 1 – 1     | Celta de Vigo | Estádio Maurice Dufrasne, Liège            |
| 21:05                  | Dossevi 3'        | Relatório | Rossi 13'     | Público: 10 723 Árbitro: TUR Hüseyin Göçek |

| Standard | Celta de Vigo |

| 15 de setembro de 2016 | Panathinaikos | 1 – 2     | Ajax                       | Estádio Apostolos Nikolaidis, Atenas        |
| 21:05                  | Berg 5'       | Relatório | Traoré 33' · Riedewald 67' | Público: 13 019 Árbitro: ENG Andre Marriner |

| Panathinaikos | Ajax |

| 29 de setembro de 2016 | Ajax        | 1 – 0     | Standard de Liège | Amsterdam Arena, Amsterdam                   |
| 19:00                  | Dolberg 28' | Relatório |                   | Público: 31 352 Árbitro: ITA Paolo Mazzoleni |

| Ajax | Standard |

| 29 de setembro de 2016 | Celta de Vigo           | 2 – 0     | Panathinaikos | Balaídos, Vigo                          |
| 19:00                  | Guidetti 84' · Wass 89' | Relatório |               | Público: 15 726 Árbitro: ITA Luca Banti |

| Celta de Vigo | Panathinaikos |

| 20 de outubro de 2016 | Celta de Vigo             | 2 – 2     | Ajax                    | Balaídos, Vigo                             |
| 20:00                 | Fontàs 29' · Orellana 82' | Relatório | Ziyech 22' · Younes 71' | Público: 18 397 Árbitro: SVK Ivan Kružliak |

| Celta de Vigo | Ajax |

| 20 de outubro de 2016 | Standard de Liège                          | 2 – 2     | Panathinaikos   | Estádio Maurice Dufrasne, Liège               |
| 20:00                 | Edmilson Junior 45+1' (pen) · Belfodil 82' | Relatório | Ibarbo 12', 36' | Público: 14 463 Árbitro: POL Daniel Stefanski |

| Standard | Panathinaikos |

| 3 de novembro de 2016 | Ajax                                  | 3 – 2     | Celta de Vigo            | Amsterdam Arena, Amsterdam                    |
| 21:05                 | Dolberg 41' · Ziyech 68' · Younes 71' | Relatório | Guidetti 79' · Aspas 86' | Público: 44 545 Árbitro: POL Paweł Raczkowski |

| Ajax | Celta de Vigo |

| 3 de novembro de 2016 | Panathinaikos | 0 – 3     | Standard de Liège               | Estádio Apostolos Nikolaidis, Atenas      |
| 21:05                 |               | Relatório | Cissé 61' · Belfodil 76', 90+3' | Público: 10 837 Árbitro: UKR Serhiy Boiko |

| Panathinaikos | Standard |

| 24 de novembro de 2016 | Celta de Vigo | 1 – 1     | Standard de Liège | Balaídos, Vigo              |
| 19:00                  | Aspas 8'      | Relatório | Laifis 81'        | Árbitro: FRA Benoît Bastien |

| Celta de Vigo | Standard |

| 24 de novembro de 2016 | Ajax                  | 2 – 0     | Panathinaikos | Amsterdam Arena, Amsterdam                 |
| 19:00                  | Schöne 40' · Tete 50' | Relatório |               | Público: 41 011 Árbitro: RUS Aleksei Eskov |

| Ajax | Panathinaikos |

| 8 de dezembro de 2016 | Standard de Liège | 1 – 1     | Ajax         | Estádio Maurice Dufrasne, Liège |
| 21:05                 | Raman 85'         | Relatório | El Ghazi 27' | Árbitro: SCO Bobby Madden       |

| Standard | Ajax |

| 8 de dezembro de 2016 | Panathinaikos | 0 – 2     | Celta de Vigo                    | Estádio Apostolos Nikolaidis, Atenas |
| 21:05                 |               | Relatório | Guidetti 4' · Orellana 76' (pen) | Árbitro: LVA Andris Treimanis        |

| Panathinaikos | Celta de Vigo |

### Grupo H
| Pos. | Equipe            | Pts | J | V | E | D | GP | GC | SG  |
| ---- | ----------------- | --- | - | - | - | - | -- | -- | --- |
| 1    | Shakhtar Donetsk  | 18  | 6 | 6 | 0 | 0 | 21 | 5  | +16 |
| 2    | Gent              | 8   | 6 | 2 | 2 | 2 | 9  | 13 | –4  |
| 3    | Sporting de Braga | 6   | 6 | 1 | 3 | 2 | 9  | 11 | –2  |
| 4    | Konyaspor         | 1   | 6 | 0 | 1 | 5 | 2  | 12 | –10 |

|                   | SHA | GEN | BRA | KON |
| ----------------- | --- | --- | --- | --- |
| Shakhtar Donetsk  |     | 5–0 | 2–0 | 4–0 |
| Gent              | 3–5 |     | 2–2 | 2–0 |
| Sporting de Braga | 2–4 | 1–1 |     | 3–1 |
| Konyaspor         | 0–1 | 0–1 | 1–1 |     |

| 15 de setembro de 2016 | Konyaspor | 0 – 1     | Shakhtar Donetsk | Torku Arena, Cônia                                |
| 21:05                  |           | Relatório | Ferreyra 75'     | Público: 26 860 Árbitro: AUT Robert Schörgenhofer |

| Konyaspor | Shakhtar |

| 15 de setembro de 2016 | Sporting de Braga | 1 – 1     | Gent         | Estádio Municipal de Braga, Braga          |
| 21:05                  | Pinto 24'         | Relatório | Miličević 6' | Público: 8 903 Árbitro: FRA Benoit Bastien |

| Sp. de Braga | Gent |

| 29 de setembro de 2016 | Gent                 | 2 – 0     | Konyaspor | Ghelamco Arena, Gent                    |
| 19:00                  | Sayef 17' · Neto 33' | Relatório |           | Público: 15 873 Árbitro: HUN István Vad |

| Gent | Konyaspor |

| 29 de setembro de 2016 | Shakhtar Donetsk              | 2 – 0     | Sporting de Braga | Arena Lviv, Lviv                            |
| 19:00                  | Stepanenko 5' · Kovalenko 56' | Relatório |                   | Público: 11 938 Árbitro: GER Tobias Stieler |

| Shakhtar | Sp. de Braga |

| 20 de outubro de 2016 | Shakhtar Donetsk                                                       | 5 – 0     | Gent | Arena Lviv, Lviv                            |
| 19:00                 | Kovalenko 12' · Ferreyra 30' · Bernard 46' · Taison 75' · Malyshev 85' | Relatório |      | Público: 10 505 Árbitro: ENG Anthony Taylor |

| Shakhtar | Gent |

| 20 de outubro de 2016 | Konyaspor    | 1 – 1     | Sporting de Braga | Torku Arena, Cônia                          |
| 19:00                 | Milošević 9' | Relatório | Ahmed Hassan 55'  | Público: 24 968 Árbitro: AZE Aliyar Aghayev |

| Konyaspor | Sp. de Braga |

| 3 de novembro de 2016 | Gent                                         | 3 – 5     | Shakhtar Donetsk                                                           | Ghelamco Arena, Gent                          |
| 21:05                 | K. Coulibaly 1' · Perbet 83' · Milićević 89' | Relatório | Marlos 36' (pen) · Taison 41' · Stepanenko 45+3' · Fred 68' · Ferreyra 87' | Público: 14 526 Árbitro: BLR Aleksei Kulbakov |

| Gent | Shakhtar |

| 3 de novembro de 2016 | Sporting de Braga                                          | 3 – 1     | Konyaspor    | Estádio Municipal de Braga, Braga           |
| 21:05                 | Velázquez 34' · Wilson Eduardo 45+1' · Ricardo Horta 90+7' | Relatório | Rangelov 30' | Público: 7 729 Árbitro: ROU Alexandru Tudor |

| Sp. de Braga | Konyaspor |

| 24 de novembro de 2016 | Shakhtar Donetsk                                                   | 4 – 0     | Konyaspor | Arena Lviv, Lviv                          |
| 19:00                  | Abdülkerim Bardakçı 11' · Dentinho 36' · Eduardo 66' · Bernard 74' | Relatório |           | Público: 10 021 Árbitro: SCO Kevin Clancy |

| Shakhtar | Konyaspor |

| 24 de novembro de 2016 | Gent                             | 2 – 2     | Sporting de Braga                   | Ghelamco Arena, Gent                              |
| 19:00                  | K. Coulibaly 32' · Milićević 40' | Relatório | Stojiljković 14' · Ahmed Hassan 36' | Público: 19 650 Árbitro: RUS Vladislav Bezborodov |

| Gent | Sp. de Braga |

| 8 de dezembro de 2016 | Konyaspor | 0 – 1     | Gent               | Torku Arena, Cônia        |
| 17:00                 |           | Relatório | K. Coulibaly 90+4' | Árbitro: DEN Jakob Kehlet |

| Konyaspor | Gent |

| 8 de dezembro de 2016 | Sporting de Braga                  | 2 – 4     | Shakhtar Donetsk                    | Estádio Municipal de Braga, Braga |
| 17:00                 | Stojiljković 43' · N. Vukčević 89' | Relatório | Kryvtsov 22', 62' · Taison 39', 66' | Árbitro: TUR Ali Palabıyık        |

| Sp. de Braga | Shakhtar |

### Grupo I
| Pos. | Equipe            | Pts | J | V | E | D | GP | GC | SG |
| ---- | ----------------- | --- | - | - | - | - | -- | -- | -- |
| 1    | Schalke 04        | 15  | 6 | 5 | 0 | 1 | 9  | 3  | +6 |
| 2    | Krasnodar         | 7   | 6 | 2 | 1 | 3 | 8  | 8  | 0  |
| 3    | Red Bull Salzburg | 7   | 6 | 2 | 1 | 3 | 6  | 6  | 0  |
| 4    | Nice              | 6   | 6 | 2 | 0 | 4 | 5  | 11 | –6 |

|                   | KRA | SCH | SAL | NIC |
| ----------------- | --- | --- | --- | --- |
| Krasnodar         |     | 0–1 | 1–1 | 5–2 |
| Schalke 04        | 2–0 |     | 3–1 | 2–0 |
| Red Bull Salzburg | 0–1 | 2–0 |     | 0–1 |
| Nice              | 2–1 | 0–1 | 0–2 |     |

| 15 de setembro de 2016 | Red Bull Salzburg | 0 – 1     | Krasnodar     | Red Bull Arena, Salzburg                     |
| 21:05                  |                   | Relatório | Joãozinho 37' | Público: 6 507 Árbitro: CZE Miroslav Zelinka |

| Salzburg | Krasnodar |

| 15 de setembro de 2016 | Nice | 0 – 1     | Schalke 04      | Allianz Riviera, Nice                                 |
| 21:05                  |      | Relatório | Baba Rahman 75' | Público: 21 378 Árbitro: ESP Alberto Undiano Mallenco |

| Nice | Schalke 04 |

| 29 de setembro de 2016 | Schalke 04                                  | 3 – 1     | Red Bull Salzburg    | Veltins-Arena, Gelsenkirchen                  |
| 19:00                  | Goretzka 15' · Ćaleta-Car 47' · Höwedes 58' | Relatório | Jonathan Soriano 72' | Público: 48 374 Árbitro: NED Serdar Gözübüyük |

| Schalke 04 | Salzburg |

| 29 de setembro de 2016 | Krasnodar                                              | 5 – 2     | Nice                        | Kuban Stadium, Krasnodar                |
| 19:00                  | Smolov 22' · Joãozinho 33', 65' (pen) · Ari 86', 90+3' | Relatório | Balotelli 43' · Cyprien 71' | Público: 10 750 Árbitro: CRO Ivan Bebek |

| Krasnodar | Nice |

| 20 de outubro de 2016 | Krasnodar | 0 – 1     | Schalke 04      | Kuban Stadium, Krasnodar                      |
| 19:00                 |           | Relatório | Konoplyanka 11' | Público: 30 000 Árbitro: ENG Mark Clattenburg |

| Krasnodar | Schalke 04 |

| 20 de outubro de 2016 | Red Bull Salzburg | 0 – 1     | Nice     | Red Bull Arena, Salzburg                      |
| 19:00                 |                   | Relatório | Pléa 13' | Público: 9 473 Árbitro: UKR Yevhen Aranovskiy |

| Salzburg | Nice |

| 3 de novembro de 2016 | Schalke 04                        | 2 – 0     | Krasnodar | Veltins-Arena, Gelsenkirchen               |
| 21:05                 | Júnior Caiçara 25' · Bentaleb 28' | Relatório |           | Público: 42 210 Árbitro: SVN Slavko Vinčić |

| Schalke 04 | Krasnodar |

| 3 de novembro de 2016 | Nice | 0 – 2     | Red Bull Salzburg | Allianz Riviera, Nice                      |
| 21:05                 |      | Relatório | Hwang 72', 73'    | Público: 18 000 Árbitro: TUR Hüseyin Göçek |

| Nice | Salzburg |

| 24 de novembro de 2016 | Krasnodar  | 1 – 1     | Red Bull Salzburg | Kuban Stadium, Krasnodar                 |
| 19:00                  | Smolov 85' | Relatório | Dabour 37'        | Público: 19 150 Árbitro: ISR Liran Liany |

| Krasnodar | Salzburg |

| 24 de novembro de 2016 | Schalke 04                       | 2 – 0     | Nice | Veltins-Arena, Gelsenkirchen                |
| 19:00                  | Konoplyanka 14' · Aogo 80' (pen) | Relatório |      | Público: 51 504 Árbitro: AZE Aliyar Aghayev |

| Schalke 04 | Nice |

| 8 de dezembro de 2016 | Red Bull Salzburg              | 2 – 0     | Schalke 04 | Red Bull Arena, Salzburg                   |
| 21:05                 | Schlager 22' · Radošević 90+4' | Relatório |            | Público: 23 133 Árbitro: ROU Radu Petrescu |

| Salzburg | Schalke 04 |

| 8 de dezembro de 2016 | Nice                                | 2 – 1     | Krasnodar  | Allianz Riviera, Nice       |
| 21:05                 | Bosetti 64' (pen) · Le Marchand 77' | Relatório | Smolov 52' | Árbitro: SUI Sandro Schärer |

| Nice | Krasnodar |

### Grupo J
| Pos. | Equipe         | Pts | J | V | E | D | GP | GC | SG |
| ---- | -------------- | --- | - | - | - | - | -- | -- | -- |
| 1    | Fiorentina     | 13  | 6 | 4 | 1 | 1 | 15 | 6  | +9 |
| 2    | PAOK           | 10  | 6 | 2 | 1 | 2 | 7  | 6  | 1  |
| 3    | Qarabağ        | 7   | 6 | 2 | 1 | 3 | 7  | 12 | –5 |
| 4    | Slovan Liberec | 4   | 6 | 1 | 1 | 4 | 7  | 12 | –5 |

|                | FIO | PAO | SLO | QAR |
| -------------- | --- | --- | --- | --- |
| Fiorentina     |     | 2–3 | 3–0 | 5–1 |
| PAOK           | 0–0 |     | 2–0 | 0–1 |
| Slovan Liberec | 1–3 | 1–2 |     | 3–0 |
| Qarabağ        | 1–2 | 2–0 | 2–2 |     |

| 15 de setembro de 2016 | Qarabağ                         | 2 – 2     | Slovan Liberec        | Dalga Arena, Bakú                            |
| 17:00                  | Míchel 7' · R. F. Sadygov 90+4' | Relatório | Sýkora 1' · Baroš 68' | Público: 6 200 Árbitro: SUI Stephan Klossner |

| Qarabağ | Sl. Liberec |

| 15 de setembro de 2016 | PAOK | 0 – 0     | Fiorentina | Estádio La Tumba, Tesalónica               |
| 21:05                  |      | Relatório |            | Público: 20 904 Árbitro: SLO Slavko Vinčić |

| PAOK | Fiorentina |

| 29 de setembro de 2016 | Fiorentina                                            | 5 – 1     | Qarabağ      | Stadio Artemio Franchi, Florença            |
| 19:00                  | Babacar 39', 45+2' · N. Kalinić 43' · Zárate 63', 78' | Relatório | Ndlovu 90+2' | Público: 14 145 Árbitro: AUT Oliver Drachta |

| Fiorentina | Qarabağ |

| 29 de setembro de 2016 | Slovan Liberec | 1 – 2     | PAOK                        | Stadion u Nisy, Liberec                  |
| 19:00                  | Komlichenko 1' | Relatório | Athanasiadis 10' (pen), 82' | Público: 8 883 Árbitro: HUN Tamás Bognár |

| Sl. Liberec | PAOK |

| 20 de outubro de 2016 | Qarabağ                             | 2 – 0     | PAOK | Dalga Arena, Bakú                       |
| 18:00                 | Dani Quintana 56' · Amirguliyev 87' | Relatório |      | Público: 26 784 Árbitro: ISR Alon Yefet |

| Qarabağ | PAOK |

| 20 de outubro de 2016 | Slovan Liberec | 1 – 3     | Fiorentina                       | Stadion u Nisy, Liberec                      |
| 20:00                 | Ševčík 58'     | Relatório | N. Kalinić 8', 23' · Babacar 70' | Público: 9 037 Árbitro: NED Serdar Gözübüyük |

| Sl. Liberec | Fiorentina |

| 3 de novembro de 2016 | Fiorentina                                         | 3 – 0     | Slovan Liberec | Stadio Artemio Franchi, Florença                |
| 21:05                 | Iličić 30' (pen) · N. Kalinić 43' · Cristóforo 73' | Relatório |                | Público: 11 583 Árbitro: MKD Aleksandar Stavrev |

| Fiorentina | Sl. Liberec |

| 3 de novembro de 2016 | PAOK | 0 – 1     | Qarabağ    | Estádio La Tumba, Tesalónica             |
| 21:05                 |      | Relatório | Míchel 69' | Público: 11 476 Árbitro: SCO John Beaton |

| PAOK | Qarabağ |

### Grupo K
| Pos. | Equipe             | Pts | J | V | E | D | GP | GC | SG |
| ---- | ------------------ | --- | - | - | - | - | -- | -- | -- |
| 1    | Sparta Praga       | 12  | 6 | 4 | 0 | 2 | 8  | 6  | 2  |
| 2    | Hapoel Be'er Sheva | 8   | 6 | 2 | 2 | 2 | 6  | 6  | 0  |
| 3    | Southampton        | 8   | 6 | 2 | 2 | 2 | 6  | 4  | +2 |
| 4    | Internazionale     | 6   | 6 | 2 | 0 | 4 | 7  | 11 | –4 |

|                    | SHA | HAP | SPA | INT |
| ------------------ | --- | --- | --- | --- |
| Southampton        | –   | 1–1 | 3–0 | 2–1 |
| Hapoel Be'er Sheva | 0–0 | –   | 0–1 | 3–2 |
| Sparta Praga       | 1–0 | 2–0 | –   | 3–1 |
| Internazionale     | 1–0 | 0–2 | 2–1 | –   |

| 15 de setembro de 2016 | Internazionale | 0 – 2     | Hapoel Be'er Sheva      | Estádio Giuseppe Meazza, Milão            |
| 21:05                  |                | Relatório | Vitor 54' · Buzaglo 69' | Público: 16 779 Árbitro: DEN Jakob Kehlet |

| Internazionale | Hapoel |

| 15 de setembro de 2016 | Southampton                            | 3 – 0     | Sparta Praga | St Mary's Stadium, Southampton            |
| 21:05                  | Austin 5' (pen), 27' · Rodriguez 90+2' | Relatório |              | Público: 25 125 Árbitro: GER Manuel Gräfe |

| Southampton | Sparta Praga |

| 29 de setembro de 2016 | Sparta Praga                  | 3 – 1     | Internazionale | Generali Arena, Praga          |
| 19:00                  | V. Kadlec 7', 25' · Holek 76' | Relatório | Palacio 71'    | Árbitro: POR Artur Soares Dias |

| Sparta Praga | Internazionale |

| 29 de setembro de 2016 | Hapoel Be'er Sheva | 0 – 0     | Southampton | Turner Stadium, Bersebá         |
| 19:00                  |                    | Relatório |             | Árbitro: SWE Stefan Johannesson |

| Hapoel | Southampton |

| 20 de outubro de 2016 | Internazionale | 1 – 0     | Southampton | Estádio Giuseppe Meazza, Milão                 |
| 19:00                 | Candreva 67'   | Relatório |             | Público: 26 719 Árbitro: LIT Gediminas Mažeika |

| Internazionale | Southampton |

| 20 de octubro de 2016 | Hapoel Be'er Sheva | 0 – 1     | Sparta Praga | Turner Stadium, Bersebá                 |
| 19:00                 |                    | Relatório | Pulkrab 71'  | Público: 15 607 Árbitro: CRO Ivan Bebek |

| Hapoel | Sparta Praga |

| 3 de novembro de 2016 | Sparta Praga            | 2 – 0     | Hapoel Be'er Sheva | Generali Arena, Praga                   |
| 21:05                 | Bitton 64' · Lafata 69' | Relatório |                    | Público: 12 891 Árbitro: HUN István Vad |

| Sparta Praga | Hapoel |

| 3 de novembro de 2016 | Southampton                 | 2 – 1     | Internazionale | St Mary's Stadium, Southampton         |
| 21:05                 | van Dijk 69' · Nagatomo 69' | Relatório | Icardi 33'     | Público: 30 389 Árbitro: POL Paweł Gil |

| Southampton | Internazionale |

| 24 de novembro de 2016 | Sparta Praga | 1 – 0     | Southampton | Generali Arena, Praga          |
| 19:00                  | Costa 11'    | Relatório |             | Árbitro: ESP Jesús Gil Manzano |

| Sparta Praga | Southampton |

| 24 de novembro de 2016 | Hapoel Be'er Sheva                              | 3 – 2     | Internazionale            | Turner Stadium, Bersebá               |
| 19:00                  | Maranhão 58' · Nwakaeme 71' (pen) · Sahar 90+3' | Relatório | Icardi 13' · Brozović 25' | Árbitro: ESP Xavier Estrada Fernández |

| Hapoel | Internazionale |

| 8 de dezembro de 2016 | Internazionale | 2 – 1     | Sparta Praga | Estádio Giuseppe Meazza, Milão             |
| 21:05                 | Éder 23', 90'  | Relatório | Mareček 54'  | Público: 6 449 Árbitro: BEL Bart Vertenten |

| Internazionale | Sparta Praga |

| 8 de dezembro de 2016 | Southampton    | 1 – 1     | Hapoel Be'er Sheva | St Mary's Stadium, Southampton                 |
| 21:05                 | van Dijk 90+1' | Relatório | Buzaglo 79'        | Público: 30 416 Árbitro: ITA Paolo Tagliavento |

| Southampton | Hapoel |

### Grupo L
| Pos. | Equipe           | Pts | J | V | E | D | GP | GC | SG |
| ---- | ---------------- | --- | - | - | - | - | -- | -- | -- |
| 1    | Osmanlıspor      | 10  | 6 | 2 | 1 | 2 | 8  | 7  | +1 |
| 2    | Villarreal       | 9   | 6 | 2 | 3 | 1 | 9  | 8  | 1  |
| 3    | Steaua Bucareste | 6   | 6 | 1 | 3 | 2 | 5  | 7  | –2 |
| 4    | Zurique          | 6   | 6 | 1 | 3 | 2 | 5  | 7  | -2 |

|                  | VIL | OSM | ZUR | STE |
| ---------------- | --- | --- | --- | --- |
| Villarreal       | –   | 1–2 | 2–1 | 2–1 |
| Osmanlıspor      | 2–2 | –   | 2–0 | 2–0 |
| Zurique          | 1–1 | 2–1 | –   | 0–0 |
| Steaua Bucareste | 1–1 | 2–1 | 1–1 | –   |

| 15 de setembro de 2016 | Osmanlıspor                  | 2 – 0     | Steaua Bucareste | Osmanlı Stadyumu, Ankara                 |
| 21:05                  | Diabaté 64' (pen) · Umar 74' | Relatório |                  | Público: 11 807 Árbitro: GER Tobias Welz |

| Osmanlıspor | Steaua |

| 15 de setembro de 2016 | Villarreal                     | 2 – 1     | Zurique   | El Madrigal, Villarreal                           |
| 21:05                  | Pato 28' · J. dos Santos 45+1' | Relatório | Sadiku 2' | Público: 16 384 Árbitro: BEL Sébastien Delferiere |

| Villarreal | Zurique |

| 29 de setembro de 2016 | Zurique                            | 2 – 1     | Osmanlıspor | Letzigrund, Zurique        |
| 19:00                  | Schönbächler 45+1' · Čavušević 79' | Relatório | Maher 73'   | Árbitro: RUS Aleksei Eskov |

| Zurique | Osmanlıspor |

| 29 de setembro de 2016 | Steaua Bucareste | 1 – 1     | Villarreal | Arena Națională, Bucareste    |
| 19:00                  | Sulley 19'       | Relatório | Borré 9'   | Árbitro: UKR Yevhen Aranovsky |

| Steaua | Villarreal |